# Старый Майдан (Львовская область)
Старый Майдан (укр. Старий Майдан) — село в Лопатинской поселковой общине Шептицкого района Львовской области Украины.
Население по переписи 2001 года составляло 51 человек. Занимает площадь 0,41 км². Почтовый индекс — 80263. Телефонный код — 3255.